# Società Sportiva Lazio Calcio Femminile 2009-2010
Questa voce raccoglie le informazioni riguardanti la Società Sportiva Lazio Calcio Femminile nelle competizioni ufficiali della stagione 2009-2010.

## Stagione
Nel campionato di Serie A 2009-2010 il club capitolino terminò al 7º posto, raggiungendo un'agevole salvezza.
In Coppa Italia fu eliminata al quarto turno, il terzo al quale ebbe accesso in quanto iscritta alla Serie A, per 3-1 nell'incontro casalingo con il Chiasiellis, capitanata da Nicola Russo.

## Divise e sponsor
La prima tenuta riprende lo schema classico della Lazio maschile, con maglia celeste abbinata a pantaloncini bianchi e calzettoni celesti.
|  | 1ª divisa |  | 2ª divisa |  | 3ª divisa |

## Rosa
Rosa aggiornata alla fine della stagione.
| N. |                   | Ruolo | Calciatrice          |
| -- | ----------------- | ----- | -------------------- |
|    | Italia (bandiera) | P     | Mimma Fazio          |
|    | Italia (bandiera) | P     | Immacolata Iannone   |
|    | Italia (bandiera) | P     | Clarice Morelli      |
|    | Italia (bandiera) | P     | Stefania Platania    |
|    | Italia (bandiera) | D     | Tania Autili         |
|    | Italia (bandiera) | D     | Veronica Cantoro     |
|    | Italia (bandiera) | D     | Caterina Capolonghi  |
|    | Italia (bandiera) | D     | Daniela Di Bari      |
|    | Italia (bandiera) | D     | Alice Ferrazza       |
|    | Italia (bandiera) | D     | Valentina Lanzieri   |
|    | Italia (bandiera) | D     | Valentina Latini     |
|    | Italia (bandiera) | D     | Clarissa Romanzi     |
|    | Italia (bandiera) | D     | Federica Savini      |
|    | Italia (bandiera) | D     | Annalisa Signoriello |

| N. |                   | Ruolo | Calciatrice         |
| -- | ----------------- | ----- | ------------------- |
|    | Italia (bandiera) | C     | Manuela Coluccini   |
|    | Italia (bandiera) | C     | Alessia D'Ancona    |
|    | Italia (bandiera) | C     | Michela De Angelis  |
|    | Italia (bandiera) | C     | Siria De Angelis    |
|    | Italia (bandiera) | C     | Silvia De Luca      |
|    | Italia (bandiera) | C     | Fey Di Patrizi      |
|    | Italia (bandiera) | C     | Jlenia Giannone     |
|    | Italia (bandiera) | C     | Martina Massariello |
|    | Italia (bandiera) | C     | Adriana Ricciardi   |
|    | Italia (bandiera) | A     | Claudia Bassotti    |
|    | Italia (bandiera) | A     | Sara Berarducci     |
|    | Italia (bandiera) | A     | Maria Caramia       |
|    | Italia (bandiera) | A     | Giorgia Fiaschi     |
|    | Italia (bandiera) | A     | Simona Lapomarda    |

## Calciomercato

### Sessione estiva
| Acquisti | Acquisti          | Acquisti                | Acquisti   |
| R.       | Nome              | da                      | Modalità   |
| -------- | ----------------- | ----------------------- | ---------- |
| P        | Stefania Platania | Riozzese                | definitivo |
| D        | Veronica Cantoro  | Reggiana                | definitivo |
| C        | Manuela Coluccini | Torres                  | definitivo |
| C        | Alessia D'Ancona  | Juventus Torino         | definitivo |
| A        | Maria Caramia     | Vis Francavilla Fontana | definitivo |

| Cessioni | Cessioni              | Cessioni                | Cessioni      |
| R.       | Nome                  | a                       | Modalità      |
| -------- | --------------------- | ----------------------- | ------------- |
| A        | Fabiana Colasuonno    | Vis Francavilla Fontana | definitivo    |
| A        | Florentina Spânu Olar | Clujana                 | fine prestito |

## Risultati

### Serie A

#### Girone di andata
| Arbitro: | Damiano Margani (Latina) |

|                |           |  |
| Berarducci 86’ | Marcatori |  |

| Arbitro: | Alessandro Accomando (Olbia) |

|                         |           |            |
| Manieri 27’ Fuselli 75’ | Marcatori | 87’ Savini |

| Arbitro: | Francesco Guccini (Albano Laziale) |

|  |           |                       |
|  | Marcatori | 9’ Sardu 83’ Marchese |

| Arbitro: | Marcello Rossi (Novara) |

|                     |           |                                                |
| Ricco 63’ Vinci 73’ | Marcatori | 38’ (aut.) Sironi 85’ Ricciardi 89’ Di Patrizi |

| Arbitro: | Francesco Bergonzini (Civitavecchia) |

|               |           |               |
| Coluccini 41’ | Marcatori | 58’ Capovilla |

| Arbitro: | Marco Pelanda (Treviglio) |

| |           |             |
| Parisi 2’ Boni 17’ (rig.), 27’, 65’ (rig.) D'Adda 19’ Gabbiadini 41’, 44’ Girelli 52’ Villar 71’ Toselli 84’ | Marcatori | 53’ Caramia |

| Arbitro: | Nico La Posta (Frosinone) |

|  |           |                                   |
|  | Marcatori | 30’ Brutti 67’ Baldi 93’ Sabatino |

| Arbitro: | Fabrizio Marchetti (Tolmezzo) |

|                                          |           |  |
| Brumana 33’ Camporese 47’ Mauro 75’, 89’ | Marcatori |  |

| Arbitro: | Fabio Maria Malandra (Avezzano) |

|                                  |           |                                    |
| Berarducci 34’, 80’ D'Ancona 43’ | Marcatori | 31’ Manzoni 77’ Ferrandi 81’ Gozzi |

| Arbitro: | Veronica Vettorel (Latina) |

|             |           |  |
| Cantoro 55’ | Marcatori |  |

| Arbitro: | Edoardo Chimenti (Casale Monferrato) |

|  |           |                                  |
|  | Marcatori | 8’ Berarducci 86’ (rig.) Cantoro |

#### Girone di ritorno
| Arbitro: | Marco Cigana (Pordenone) |

|            |           |  |
| Paroni 82’ | Marcatori |  |

| Arbitro: | Fabio Ferrara (Caserta) |

|                                        |           |  |
| Iannella 69’ (rig.) Fadda 86’ Tona 92’ | Marcatori |  |

| Arbitro: | Veronica Vettorel (Latina) |

|  |           |             |
|  | Marcatori | 50’ Caramia |

| Arbitro: | Matteo Proietti (Terni) |

|                                                      |           |           |
| Cantoro 67’ (rig.) Berarducci 80’ (rig.) Fiaschi 85’ | Marcatori | 83’ Greco |

| Arbitro: | Daniele Alfarè (Mestre) |

|  |           |                          |
|  | Marcatori | 15’ D'Ancona 49’ Caramia |

| Arbitro: | Nico La Posta (Frosinone) |

|  |           |                                                               |
|  | Marcatori | 13’, 64’, 74’ Gabbiadini 27’, 54’ Girelli 53’ Motta 85’ Rocha |

| Arbitro: | Andrea Moraglia (Verona) |

|                                 |           |             |
| Parejo 5’ Neboli 16’ Brutti 92’ | Marcatori | 70’ Caramia |

| Arbitro: | Francesco Guccini (Albano Laziale) |

|                                  |           |                                               |
| Ricciardi 14’ Caramia 80’ (rig.) | Marcatori | 45’ Mauro 50’, 68’ (rig.) Brumana 83’ Zuliani |

| Arbitro: | Luigi Pezzi (Lodi) |

|                                          |           |  |
| Ferrandi 45’ Alborghetti 57’ Miranda 91’ | Marcatori |  |

| Arbitro: | Federico Fossanova (Milano) |

|             |           |                                |
| Mangili 77’ | Marcatori | 30’ De Luca 45’ (rig.) Caramia |

| Arbitro: | Fabio Maria Malandra (Avezzano) |

|  |           |                       |
|  | Marcatori | 63’ Salvai 76’ Sodini |

### Coppa Italia

#### Seconda fase
| Roma 4 ottobre 2009, ore 15:00 CEST | Eurnova | 0 – 6 | Lazio CF |  |

#### Terza fase
| 18 ottobre 2009 | Ariete | 0 – 3 | Lazio CF |  |

#### Quarta fase
| Sassari marzo 2010 | Torres | 3 – 0 | Lazio CF | Stadio Vanni Sanna |

## Statistiche

### Statistiche di squadra
| Competizione | Punti | In casa | In casa | In casa | In casa | In casa | In casa | In trasferta | In trasferta | In trasferta | In trasferta | In trasferta | In trasferta | Totale | Totale | Totale | Totale | Totale | Totale | DR  |
| Competizione | Punti | G       | V       | N       | P       | Gf      | Gs      | G            | V            | N            | P            | Gf           | Gs           | G      | V      | N      | P      | Gf     | Gs     | DR  |
| ------------ | ----- | ------- | ------- | ------- | ------- | ------- | ------- | ------------ | ------------ | ------------ | ------------ | ------------ | ------------ | ------ | ------ | ------ | ------ | ------ | ------ | --- |
| Serie A      | 26    | 11      | 3       | 2       | 6       | 11      | 26      | 11           | 5            | 0            | 6            | 13           | 26           | 22     | 8      | 2      | 12     | 24     | 52     | -28 |
| Coppa Italia | -     | 0       | 0       | 0       | 0       | 0       | 0       | 3            | 2            | 0            | 1            | 9            | 3            | 3      | 2      | 0      | 1      | 9      | 3      | +6  |
| Totale       | -     | 11      | 3       | 2       | 6       | 11      | 26      | 14           | 7            | 0            | 7            | 22           | 29           | 25     | 10     | 2      | 13     | 33     | 55     | -22 |

### Statistiche delle giocatrici
| Giocatore      | Serie A  | Serie A | Serie A     | Serie A    | Coppa Italia | Coppa Italia | Coppa Italia | Coppa Italia | Totale   | Totale | Totale      | Totale     |
| Giocatore      | Presenze | Reti    | Ammonizioni | Espulsioni | Presenze     | Reti         | Ammonizioni  | Espulsioni   | Presenze | Reti   | Ammonizioni | Espulsioni |
| -------------- | -------- | ------- | ----------- | ---------- | ------------ | ------------ | ------------ | ------------ | -------- | ------ | ----------- | ---------- |
| T. Autili      | 0        | 0       | 0           | 0          | ?            | ?            | ?            | ?            | 0+       | 0+     | 0+          | 0+         |
| C. Bassotti    | 0        | 0       | 0           | 0          | ?            | ?            | ?            | ?            | 0+       | 0+     | 0+          | 0+         |
| S. Berarducci  | 20       | 5       | 4           | 1          | ?            | ?            | ?            | ?            | 20+      | 5+     | 4+          | 1+         |
| V. Cantoro     | 15       | 3       | 1           | 0          | ?            | ?            | ?            | ?            | 15+      | 3+     | 1+          | 0+         |
| C. Capolonghi  | 21       | 0       | 2           | 1          | ?            | ?            | ?            | ?            | 21+      | 0+     | 2+          | 1+         |
| M. Caramia     | 22       | 6       | 1           | 0          | ?            | ?            | ?            | ?            | 22+      | 6+     | 1+          | 0+         |
| M. Coluccini   | 6        | 1       | 2           | 0          | ?            | ?            | ?            | ?            | 6+       | 1+     | 2+          | 0+         |
| A. D'Ancona    | 15       | 2       | 3           | 0          | ?            | ?            | ?            | ?            | 15+      | 2+     | 3+          | 0+         |
| M. De Angelis  | 1        | 0       | 0           | 0          | ?            | ?            | ?            | ?            | 1+       | 0+     | 0+          | 0+         |
| S. De Angelis  | 4        | 0       | 0           | 0          | ?            | ?            | ?            | ?            | 4+       | 0+     | 0+          | 0+         |
| S. De Luca     | 13       | 1       | 0           | 0          | ?            | ?            | ?            | ?            | 13+      | 1+     | 0+          | 0+         |
| D. Di Bari     | 18       | 0       | 3           | 0          | ?            | ?            | ?            | ?            | 18+      | 0+     | 3+          | 0+         |
| F. Di Patrizi  | 6        | 1       | 0           | 0          | ?            | ?            | ?            | ?            | 6+       | 1+     | 0+          | 0+         |
| M. Fazio       | 22       | -47     | 1           | 0          | ?            | ?            | ?            | ?            | 22+      | -47+   | 1+          | 0+         |
| A. Ferrazza    | 22       | 0       | 4           | 0          | ?            | ?            | ?            | ?            | 22+      | 0+     | 4+          | 0+         |
| G. Fiaschi     | 7        | 1       | 0           | 0          | ?            | ?            | ?            | ?            | 7+       | 1+     | 0+          | 0+         |
| J. Giannone    | 2        | 0       | 1           | 0          | ?            | ?            | ?            | ?            | 2+       | 0+     | 1+          | 0+         |
| I. Iannone     | 0        | 0       | 0           | 0          | ?            | ?            | ?            | ?            | 0+       | 0+     | 0+          | 0+         |
| V. Lanzieri    | 22       | 0       | 3           | 0          | ?            | ?            | ?            | ?            | 22+      | 0+     | 3+          | 0+         |
| S. Lapomarda   | 1        | 0       | 0           | 0          | ?            | ?            | ?            | ?            | 1+       | 0+     | 0+          | 0+         |
| V. Latini      | 4        | 0       | 0           | 0          | ?            | ?            | ?            | ?            | 4+       | 0+     | 0+          | 0+         |
| M. Massariello | 1        | 0       | 0           | 0          | ?            | ?            | ?            | ?            | 1+       | 0+     | 0+          | 0+         |
| C. Morelli     | 0        | 0       | 0           | 0          | ?            | ?            | ?            | ?            | 0+       | 0+     | 0+          | 0+         |
| S. Platania    | 2        | -5      | 0           | 0          | ?            | ?            | ?            | ?            | 2+       | -5+    | 0+          | 0+         |
| A. Ricciardi   | 20       | 2       | 4           | 1          | ?            | ?            | ?            | ?            | 20+      | 2+     | 4+          | 1+         |
| C. Romanzi     | 2        | 0       | 0           | 0          | ?            | ?            | ?            | ?            | 2+       | 0+     | 0+          | 0+         |
| F. Savini      | 20       | 1       | 1           | 0          | ?            | ?            | ?            | ?            | 20+      | 1+     | 1+          | 0+         |
| A. Signoriello | 14       | 0       | 2           | 0          | ?            | ?            | ?            | ?            | 14+      | 0+     | 2+          | 0+         |